# غذاهای کایسکی

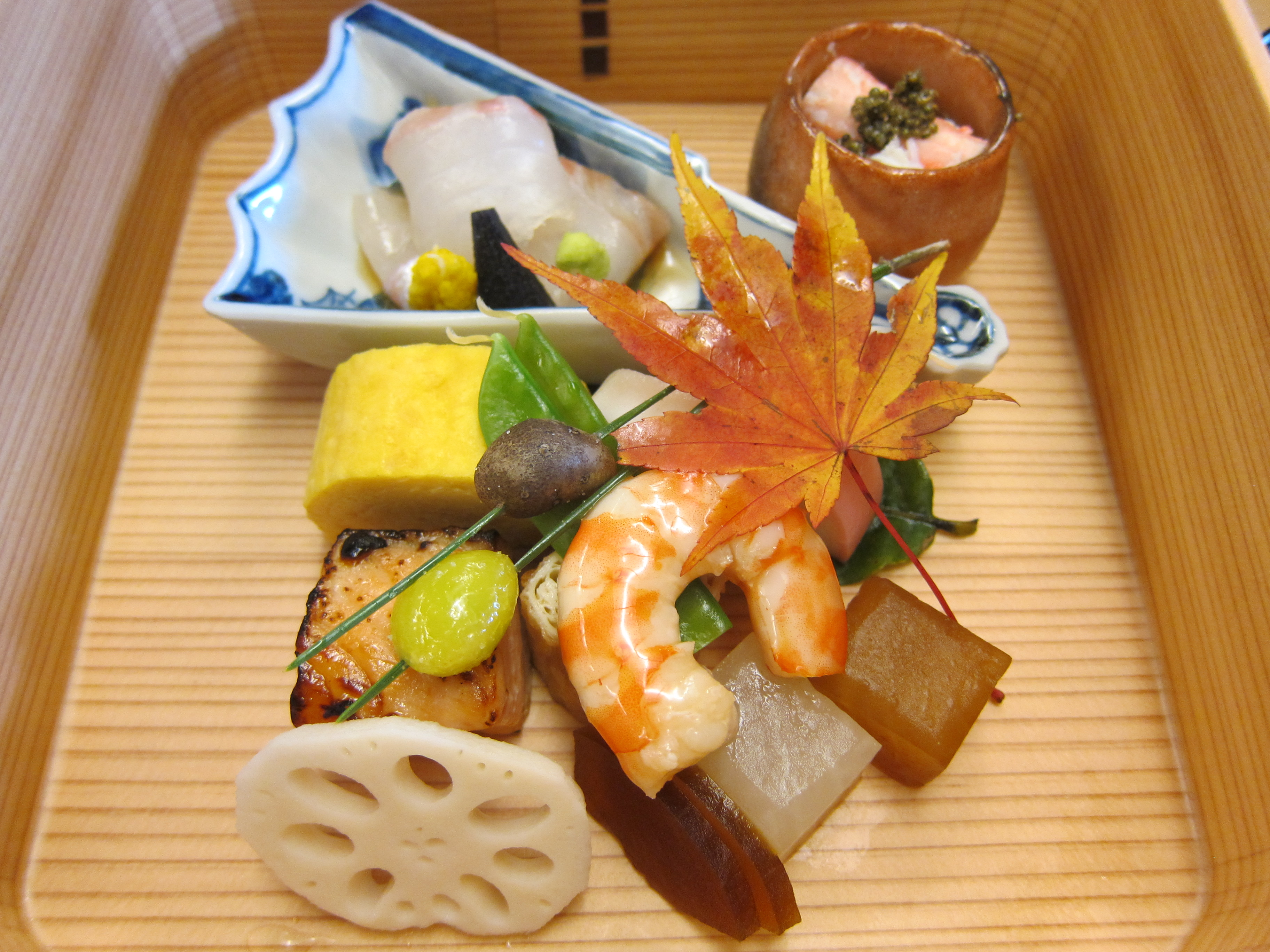
کایسکی

غذاهای کایسکی (به ژاپنی: 会席料理 Kaiseki ryōri) یکی از سبک‌های آشپزی ژاپنی است. این نوع غذاها در ضیافت‌ها بکار برده می‌شوند. در حال حاضر سنتی‌ترین سبک غذای ژاپنی است که در مراسم بکار می‌رود. منظور از این نوع سبک غذا بیشتر لذت بردن از نوشیدن ساکه است. اصولاً نوع غذاهای بر اساس ترکیبی یک نوع سوپ و سه نوع خوراک (به ژاپنی: 一汁三菜 いちじゅうさんさい ichijusansai) است. در آخر برنج، میسوسوپ یا شیرینی‌های آبکی سرو می‌شود.
باید توجه داشت که طرز نوشتن کانجی غذاهای کایسکی با نوع دیگر از غذاهای هم نام، به نام کایسکی (به ژاپنی: 懐石料理 Kaiseki ryōri) تفاوت دارد. در اصل این دو نوع غذااز یک نوع ریشه هستند و در سال‌های اخیر از هم افتراق داده شده‌اند. در این نوع کایسکی منظور اصلی لذت بردن از نوشیدن چای سبز است.